# Evocati

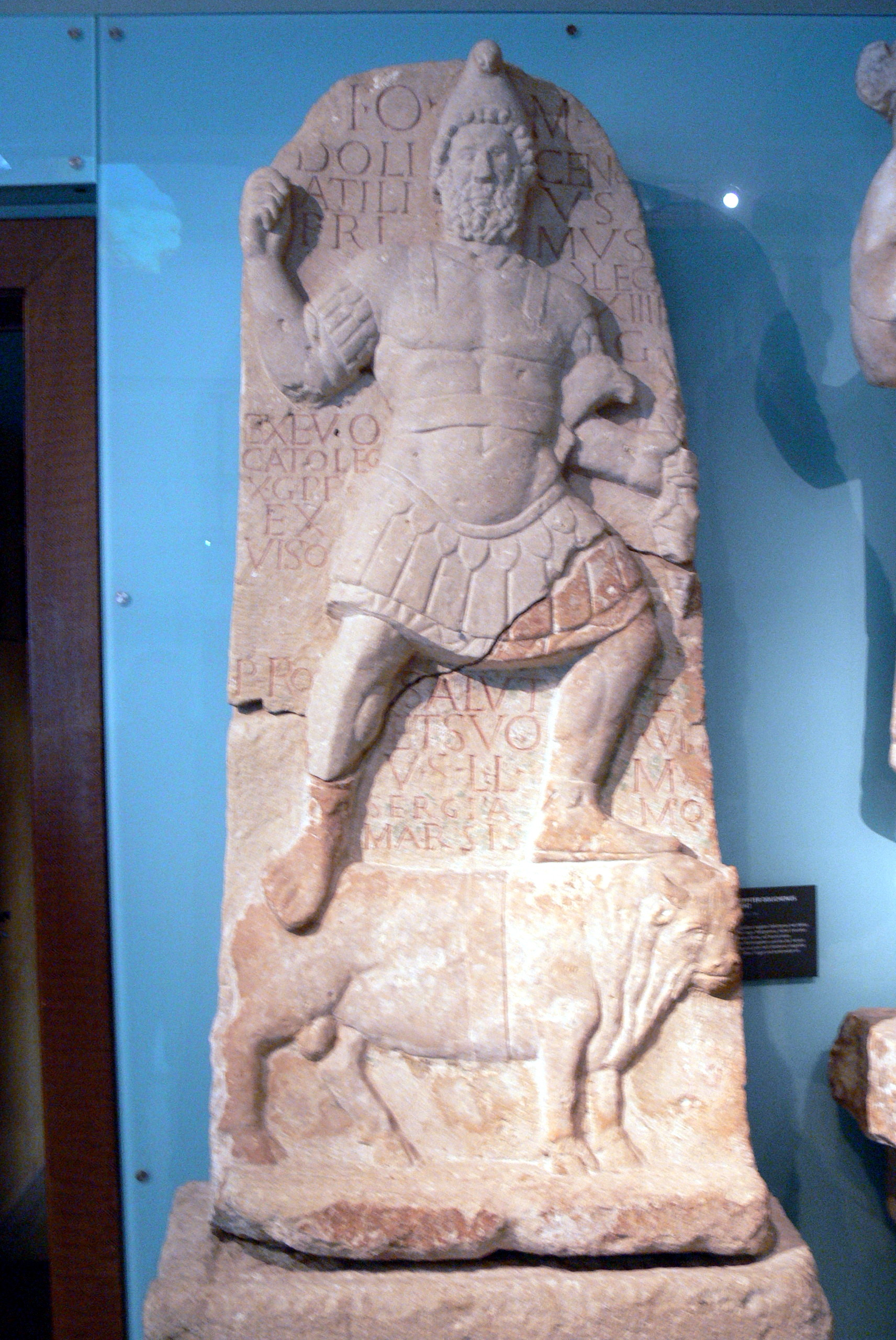
Statue de Jupiter Dolichenus de Carnuntum, érigée par Atilius Primus, un evocatus de la Legio XIV Gemina. la forme dative evocato est inscrite sur deux lignes à gauche sous le bras..

Le terme latin evocatus correspond à un grade militaire honorifique dans l'armée pendant l'Antiquité romaine notamment sous le commandement de César et de Pompée.
Les evocati (pluriel latin d'evocatus) étaient des vétérans qui, après avoir accompli leur engagement militaire, s'enrôlaient à nouveau comme volontaires.
Ils n'étaient pas soumis aux obligations militaires ordinaires du légionnaire ou du simple soldat, ni aux tâches manuelles, comme la fortification des camps mais encore l'établissement des routes, mais ils semblent avoir tenu un rang supérieur et fait office de centurions. Ils en avaient d'ailleurs le costume et les marques distinctives.
Les evocati sont représentés sur les monuments funéraires avec un cep de vigne (vitis) dans une main, une épée au côté gauche (parazonium), et dans l'autre main un rouleau qui indique peut-être qu'ils étaient libérés.